# Archytas purseglovei
Archytas purseglovei är en tvåvingeart som beskrevs av Thompson 1963. Archytas purseglovei ingår i släktet Archytas och familjen parasitflugor. Inga underarter finns listade i Catalogue of Life.